# 796
796 (DCCXCVI, na numeração romana) foi um ano bissexto do século VIII, do Calendário Juliano, da Era de Cristo, teve início a uma sexta-feira e terminou a um sábado, e as suas letras dominicais foram C e B.
| Ano completo                          |
| ------------------------------------- |
| Ano bissexto com início à sexta-feira |

## Eventos
- Aláqueme I é proclamado Emir de Córdova.